# 林家正楽
林家 正楽（はやしや しょうらく）は芸人の名跡。東京（江戸）、上方にそれぞれ存在するが、いずれも空き名跡となっている。

## 上方
- 初代林家正楽 - 後∶2代目林家正三[1]
- 2代目林家正楽 - 後∶3代目林家正三[1]
- 3代目林家正楽 - 初代林家正三の門下[1]
- 4代目林家正楽 - 初代林家木鶴の門下[1]
- 5代目林家正楽 - 後∶5代目林家正三[1]

6代目 林家 正楽（はやしや しょうらく、1858年4月20日<安政5年3月7日> - 1929年＜昭和4年＞8月31日）は、上方落語の落語家。本名：織田 徳治郎。俳名は日歳庵程来（ひとしあんほどらい）。娘婿は5代目笑福亭松鶴。6代目笑福亭松鶴は孫にあたる。
1883年8月31日に林家宗太郎門下で、林家（または桜川）新三を名乗る。大阪の新町九軒の末広席で初舞台。1888年ごろにしん鏡を経て、1900年ごろに6代目正楽を襲名した。
師匠の影響で「藤原派」「互楽派」に参加、その後解散後は「寿々会」「浪花三友派」「浪花」「吉原」「反対派」「花月」などに所属し、主に神戸を中心に活動する。余芸で俳句も嗜み、弟子を持つほどの腕前であった。1927年ごろまで高座に上がったが、その後は若い噺家の稽古台に専念した。『鉄砲勇助』が得意ネタだった。芸風は地味とされ、野崎万里は「客を手許へ引き寄せて聴かせる人ではなく、聴いた後口（あとくち）を楽しませる風の人だった」と評した。
76歳没。法名は釋見徳。。

### 弟子
- 林家正團治
- 林家右楽
- 林家正隆

## 江戸代外
紙切りの正楽が登場する以前に確認されている正楽。
- 林家正楽 - 後∶4代目林家正蔵[3]
- 林家正楽 - 後∶橘家林喬[3]
- 林家正楽 - 後∶初代帰天斎正一
- 林家正楽 - 初代帰天斎正一の門下。同じ一門の帰天斎小正一の実父。[要出典]本名∶松岡 宗助[3]。

## 江戸初代
初代（自称8代目）林家 正楽（はやしや しょうらく、1895年11月18日 - 1966年4月15日）は、日本の落語家、紙切り芸人。現在の長野県飯田市知久町出身。本名は一柳 金次郎。生前は日本芸術協会所属。
現在の飯田市知久町三丁目にあった経師屋の長男で、父は修業時代に東京に出て寄席に通っていた。加えて家業で紙を扱っていたことから幼少期より紙細工に親しむ。13歳の時に、姉が嫁いだ日本橋馬喰町のリボン問屋で働き始める。
18歳のころに、4代目五明楼春輔を訪ね、「正福」と名乗ってセミプロとなる。1917年に正式に入門を許可された（同年結婚している）。「落語睦会」設立騒動時に、下地があると認められて3か月で二ツ目となり、睦月家林蔵を名乗る。1920年12月に6代目桂才賀を襲名。噺家不足がきっかけでの大量真打昇進のさきがけとなる、「準真打」昇進だった。
しかし、出身地である信州の訛りを抜くのに苦労する。そのさなか、睦会の忘年会で紙切りを披露する。これが評判となり、色物を欲していた会の首脳からの誘いで高座でも披露するようになった。1923年の関東大震災を区切りに、専業の紙切り師になるにいたった。1925年に正楽を名乗り真打となった。改名時には上方の6代目正楽が生存していたため、2人の正楽が並立していたことになる。マッカーサーやスカルノ、昭和天皇の前で芸を披露したことがある。
1952年3月22日、東京放送会館で行われたNHKのカラーテレビ公開試験放送で紙切りを披露した。白黒テレビさえ本放送にいたっていない時期に、カラーテレビに出演した日本最初の芸人となった。
後継者を林家小正楽（後の2代目林家正楽）ただ一人と定めて育てた。
69歳没。

### 作品
- 『峠の茶屋』
- 『さんま火事』
- 『壷』

### 弟子
- 2代目林家正楽
- 林家正枝 - 5代目古今亭今輔門下に移籍

## 江戸2代目
2代目 林家 正楽（はやしや しょうらく、1935年9月21日 - 1998年7月2日）は埼玉県出身の紙切り芸人。生前は落語協会所属。本名：山崎 景作。出囃子は『琉球節』。

### 経歴
1954年に8代目林家正蔵に入門、前座名は林家正作。江戸言葉とは異なる埼玉弁特有のアクセントが抜けないため、師匠正蔵は比較的早い段階で噺家を断念させた。初代林家正楽を紹介し、1956年から初代正楽門下として、紙切りに転向する。厳密には預かり弟子と言う形での移籍で、正式な形としては一貫して彦六門下であった。
1957年に林家小正楽、1967年に2代目林家正楽を襲名。1988年に『正蔵師匠と私』を上梓、翌1989年には、この本を原作としたNHKの連続テレビドラマ「晴のちカミナリ」で、自身の父親役で出演した。1998年7月2日、腸閉塞のため死去。62歳没。

### 逸話
「紅梅白梅(こうばいはくばい)」という意地悪な題に対し、急な坂を白バイがのぼっているところ(勾配白バイ→こうばいはくばい)を切って喝采を浴びたが、次の「チルチル・ミチル」の題に「どんな漫才ですか」と聞き返し客席を爆笑させた。
時の首相佐藤栄作のお座敷にしばしば呼ばれた。佐藤は柄に似合わず犬やライオンなどと子どもみたいなものしか注文しなかったため、仕方なく「似顔を切りましょう」と鋏を持って近くに寄ったら「総理大臣のそばまで刃物を手にして行ったのはお前くらい」だと言われた。

### 家族
- 長男 - 落語家3代目桂小南
- 次男 - 林家二楽
- 孫 - 林家八楽(二楽の実子)

### 弟子
- 3代目林家正楽
- 林家二楽

### 著書
- 『林家正楽切絵傑作集 紙切芸人のうらおもて』明治書院、1976年。
- 『正蔵師匠と私』一声社、1988年3月。

## 江戸3代目
3代目 林家 正楽（はやしや しょうらく、1948年1月17日 - 2024年1月21日）は東京都目黒区出身の紙切りの芸人。本名∶秋元 真。落語協会所属。出囃子は『琉球節』。

### 経歴
東京都立小石川工業高等学校卒業。1966年（昭和41年）、林家小正楽に弟子入りを志願し、紙切りの教えを受けるも、このときは正式な弟子入りは叶わなかった。1967年（昭和42年）に正式に林家小正楽に入門、修業のかたわら早稲田大学生活協同組合書籍部で店長を務めた。
1970年（昭和45年）、師匠正楽のダブルブッキングの代役として林家一楽の名前で越谷市役所イベントで初高座。1972年（昭和47年）にアルバイトを辞め、紙切りで一本立ちする。
1988年（昭和63年）に師匠の前名である林家小正楽を襲名。
2000年（平成12年）9月、3代目林家正楽を襲名。襲名披露興行では紙切りで寄席史上初の主任（トリ）をつとめた。
雑誌「東京かわら版」の表紙紙切りを2代目正楽から受け継ぎ、2000年（平成12年）より務めていた。2014年（平成26年）からは、雑誌の背表紙にその年の干支の紙切りがあしらわれるようになった。
小正楽時代の1993年（平成5年）から2023年（令和5年）まで、池袋演芸場12月下席夜席（原則12月25日）の落語協会特選会枠で、色物独演会「正楽（小正楽）のラストクリスマス」を開催していた。
毎年、年末に一年間にもらった紙切りのお題をまとめて多い順に順位をつけ、翌年の年賀状でベスト10を発表していた。
2024年（令和6年）1月21日早朝、自宅で倒れているところを家族が発見し搬送されたが、搬送先の東京都内の病院で死去した。76歳没。訃報は同月26日落語協会より公表された。最後の寄席出演は同年1月19日の新宿末廣亭で、翌20日は千葉県船橋市の落語会に出演。その後、体調不良を訴えて自宅で休養したため、同日の末廣亭の定席興行（正月二之席楽日・夜の部）も出演予定であったが休席となっていた。

### 受賞歴
- 1983年 - 第13回国立演芸場花形新人演芸会金賞
- 1988年2月 - 第3回選抜若手演芸大賞色物部門奨励賞
- 2020年3月 - 第70回芸術選奨文部科学大臣賞（大衆芸能部門）[17] - 紙切り芸での受賞は史上初
- 2023年2月 - 第44回松尾芸能賞功労賞[18][19]
- 2023年11月 - 第40回浅草芸能大賞 大賞[20]

### 弟子
- 林家楽一

### 出演

#### ドラマ
- 浅草キッド（スカイパーフェクTV・パーフェクト・チョイス・2002年4月26日） - 冒頭でドスの効いた地回りヤクザ役を演じた。

#### ウェブテレビ
- 春風亭一之輔youtube生配信（2020年5月21日）
- 第二回ABEMA寄席（2020年5月24日、ABEMA）[21]

#### ラジオ
- ラジオ深夜便（NHKラジオ）-「にっぽんの音（大蔵基誠）」- ゲスト（2023年6月19日）

### ソフト・挿絵等

#### 書籍
- 長井好弘（著）林家正楽（紙切り） 「寄席おもしろ帖」（2003年4月、うなぎ書房）、「寄席おもしろ帖2 おかわりッ」（2004年11月、うなぎ書房）

#### かるた
- 長井好弘（読み札・解説）、林家正楽（紙切）「正楽寄席かるた」（2002年、奥野かるた店）

#### 挿絵
- 長井好弘・片山一弘（選）林家正楽（紙切）「川柳うたた寝帳」（2009年～2023年、読売新聞）

#### DVD
- 大石稀哉（監修）「落語紙芝居 古今亭志ん生シリーズ（1）～（3）」（2018年、ポニーキャニオン・dZERO)
- 台東芸能文庫「其の十一 紙切り 林家正楽」（台東区）＊台東区中央図書館で貸出[22][23]。

### 追悼企画

#### 雑誌
- 東京かわら版2024年6月号「追悼 三代目林家正楽」表紙～59p　(除5～6p、8～9p)

#### 興行
- 池袋演芸場 7月下席落語協会特選会「三代目林家正楽追善」（2024年7月27日夜席）出演：林家二楽（トリ）・林家楽一・林家八楽／橘家文蔵（ごあいさつ・紙切り大喜利・座談会司会）／（落語・座談会参加）入船亭扇辰・柳家小せん／（座談会のみ）鏡味仙志郎・入船亭扇遊
- 鈴本演芸場 1月下席夜の部「三代目林家正楽 追善興行」（2025年1月21日～30日）出演：（トリ）林家二楽（21～24体調不良で休演）、林家楽一、林家二楽

#### 展示
- 「紙切り名人・林家正楽が切った世相　～「川柳　うたた寝帳」の１５年～」（2024年9月3日～29日、読売新聞ビル3F よみうりギャラリー)
- 高円寺落語まつり「三代目 林家正楽 紙切り展」（2025年1月21日～3月2日、座・高円寺Gallery アソビバ）

## 関連書籍
- 新倉典生『正楽三代 寄席紙切り百年』（2015年4月、dZERO) - 筆者は江戸初代正楽菩提寺の善生寺（東京・足立）の当代住職。